# Sila-fennsík
A Sila-fennsík (olaszul: La Sila) magasfennsík Olaszország Calabria régiójában, a Calabriai-Appenninek vidékén. Crotone, Cosenza és Catanzaro megyék területére terjed ki. A terjedelmes erdőkkel borított fennsík területe a Sila Nemzeti Parkhoz tartozik. 

## Nevének eredete
A latin silva (magyarul „erdő”) szóból ered.

## Részei
Három alegységre tagolható:
- Sila Greca (magyarosan Görög-Sila)
- Sila Grande (magyarosan Nagy-Sila)
- Sila Piccola (magyarosan Kis-Sila.

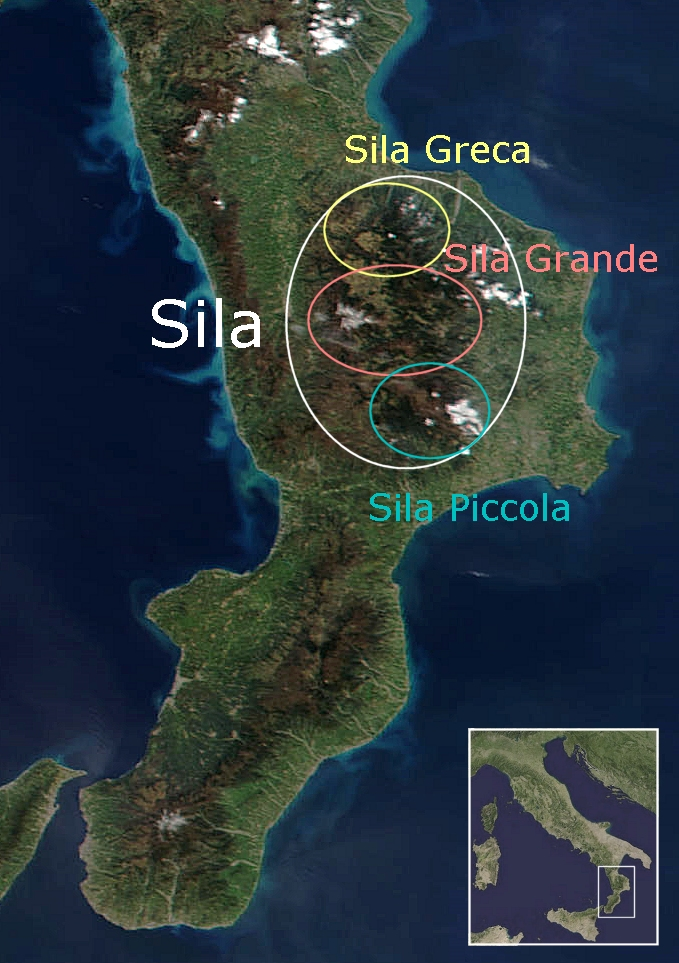
A Sila-fennsík részei

Legmagasabb csúcsai a Monte Botte Donato (1928 m) és a Monte Gariglione (1764 m).

## Története

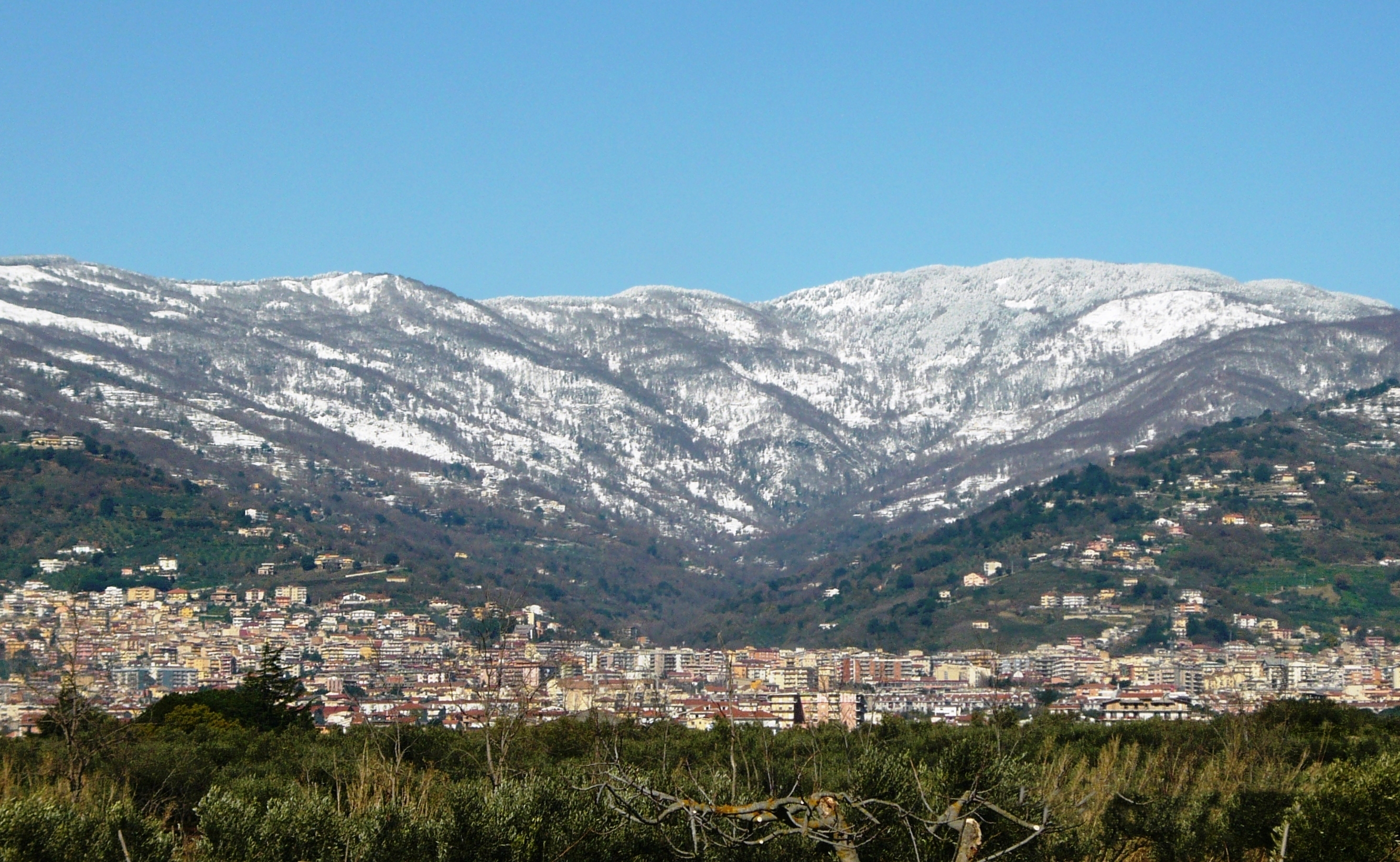
A Monte Reventino Lamezia Terménél

Az ókor során a fennsík területét a bruttiusok lakták, akik elsősorban állattenyésztéssel foglalkoztak. i. e. 510 után, Szübarisz elfoglalása után a vidék a rómaiak fennhatósága alá került. A Nyugatrómai Birodalom bukása után az osztrogótok, bizánciak, majd a 11. századtól kezdődően a normannok fennhatósága alá került, akik több kolostort és apátságot építettek a vidéken. A 15. században albán telepesek érkeztek a vidékre. Ma közel harminc település lakosai őrzik az albán hagyományokat. 